# Максиміліан Гессенський
Принц Максиміліан «Макс» Фрідріх Вільгельм Георг Гессенський (нім. Maximilian "Max" Friedrich Wilhelm Georg Prinz von Hessen; 20 жовтня 1894, замок Румпенгайм — 13 жовтня 1914, Баєль) — німецький офіцер, лейтенант Прусської армії.

## Біографія
Другий син принца Фрідріха Карла Гессенського і його дружини Маргарити, уродженої принцеси Прусської. По матері — племінник імператора Вільгельма II і правнук англійської королеви Вікторії.
В 1909/12 роках навчався в головному кадетському училищі в Берліні-Ліхтерфельді разом зі старшим братом Фрідріхом Вільгельмом. Учасник Першої світової війни, офіцер Великогерцогського лейб-драгунського полку №24. Максиміліан був поранений в ногу під час боїв у Бельгії і залишений в місцевому монастирі. Монастир обстріляли британські війська. Коли вони припинили вогонь, то виявили смертельно пораненого принца. Перед смертю Максиміліан попросив англійського лікаря повернути його матері медальйон, який принц носив на шиї. Наступного дня лікар теж загинув, а його вдова передала медальйон королеві Марії. Королева передала медальйон принцесі Маргариті Шведській, яка повернула медальйон матері Максиміліана.
Коли місцеві мешканці дізнались, що загиблий був племінником німецького імператора, вони таємно поховали його. Пізніше місцевий священик відмовився вказати розташування могили, поки німці не покинули місцевість і не була виплачена компенсація. Брат Максиміліана Вольфганг зміг домовитися з британцями і забрати його тіло в Гессен.